# Temporada 2019 de ADAC Fórmula 4
El Campeonato de Fórmula 4 ADAC 2019 fue la quinta temporada de la Fórmula 4 ADAC, una serie de carreras de motor de ruedas abiertas. Fue un campeonato de carreras de motor de múltiples eventos que contó con pilotos que competían en autos de carrera de un solo asiento Tatuus-Abarth de 1.4 litros que cumplían con las regulaciones técnicas del campeonato. Comenzó el 27 de abril en Oschersleben y terminó el 29 de septiembre en Sachsenring después de siete rondas de triples. El piloto ganador fue Théo Pouchaire del equipo US Racing-CHRS.

## Equipos y pilotos
| Equipo                  | N.º | Pilotos             | Status | Rondas |
| ----------------------- | --- | ------------------- | ------ | ------ |
| ADAC Berlin-Brandenburg | 2   | Nico Göhler         | R      | Todas  |
| ADAC Berlin-Brandenburg | 12  | Kristian Thaqi      | R      | 6–7    |
| ADAC Berlin-Brandenburg | 25  | William Alatalo     |        | 2      |
| ADAC Berlin-Brandenburg | 26  | Joshua Dürksen      | R      | Todas  |
| ADAC Berlin-Brandenburg | 47  | Nico Gruber         |        | 1      |
| Prema Powerteam         | 3   | Paul Aron           | R      | Todas  |
| Prema Powerteam         | 5   | Gianluca Petecof    |        | Todas  |
| Prema Powerteam         | 10  | Oliver Rasmussen    |        | Todas  |
| Prema Powerteam         | 11  | Alessandro Famularo |        | 1–4    |
| Van Amersfoort Racing   | 4   | Niklas Krütten      |        | 1–4    |
| Van Amersfoort Racing   | 6   | Ido Cohen           |        | Todas  |
| Van Amersfoort Racing   | 8   | Lucas Alecco Roy    |        | Todas  |
| Van Amersfoort Racing   | 16  | Sebastian Estner    |        | Todas  |
| Van Amersfoort Racing   | 62  | Dennis Hauger       |        | Todas  |
| US Racing-CHRS          | 7   | Roman Staněk        | R      | Todas  |
| US Racing-CHRS          | 17  | Arthur Leclerc      |        | Todas  |
| US Racing-CHRS          | 21  | Théo Pourchaire     |        | Todas  |
| US Racing-CHRS          | 28  | Alessandro Ghiretti |        | Todas  |
| R-ace GP                | 14  | Grégoire Saucy      |        | Todas  |
| R-ace GP                | 15  | László Tóth         |        | Todas  |
| R-ace GP                | 19  | Hadrien David       | R      | 4-5    |
| R-ace GP                | 44  | Michael Belov       |        | 2–7    |
| Jenzer Motorsport       | 22  | Giorgio Carrara     |        | 2–3    |
| Jenzer Motorsport       | 23  | Jonny Edgar         | R      | 2–3    |
| Jenzer Motorsport       | 24  | Axel Gnos           | R      | 2–3    |
| DRZ Benelli             | 32  | Ivan Berets         |        | 2      |
| DRZ Benelli             | 33  | Jesse Salmenautio   |        | 2      |
| Cram Motorsport         | 55  | Roee Meyuhas        | R      | 2      |
| BVM Racing              | 77  | Filip Ugran         | R      | 3      |
| Fuentes:                |     |                     |        |        |

| Icono | Legend |
| ----- | ------ |
| R     | Rookie |

## Calendario de carreras y resultados
Las sedes para la temporada 2019 se anunciaron con la primera ronda de Hockenheim como evento de apoyo del Gran Premio de Alemania de 2019, mientras que otros eventos están programados para apoyar al ADAC GT Masters 2019 .
| Ronda | Ronda | Circuito                                    | Fecha            | Posición pole    | Vuelta rápida    | Piloto ganador      | Equipo ganador        | Ganador rookie |
| ----- | ----- | ------------------------------------------- | ---------------- | ---------------- | ---------------- | ------------------- | --------------------- | -------------- |
| 1     | R1    | Motorsport Arena Oschersleben, Oschersleben | 27 de abril      | Gianluca Petecof | Gianluca Petecof | Gianluca Petecof    | Prema Powerteam       | Roman Staněk   |
| 1     | R2    | Motorsport Arena Oschersleben, Oschersleben | 28 de abril      | Dennis Hauger    | Dennis Hauger    | Niklas Krütten      | Van Amersfoort Racing | Paul Aron      |
| 1     | R3    | Motorsport Arena Oschersleben, Oschersleben | 28 de abril      |                  | Gianluca Petecof | Roman Staněk        | US Racing-CHRS        | Roman Staněk   |
| 2     | R1    | Red Bull Ring, Spielberg                    | 8 de junio       | Dennis Hauger    | Dennis Hauger    | Dennis Hauger       | Van Amersfoort Racing | Roman Staněk   |
| 2     | R2    | Red Bull Ring, Spielberg                    | 9 de junio       | Dennis Hauger    | Dennis Hauger    | Théo Pourchaire     | US Racing-CHRS        | Paul Aron      |
| 2     | R3    | Red Bull Ring, Spielberg                    | 9 de junio       |                  | Lucas Alecco Roy | Paul Aron           | Prema Powerteam       | Paul Aron      |
| 3     | R1    | Hockenheimring, Hockenheim                  | 27 de julio      | Théo Pourchaire  | Dennis Hauger    | Dennis Hauger       | Van Amersfoort Racing | Jonny Edgar    |
| 3     | R2    | Hockenheimring, Hockenheim                  | 28 de julio      | Arthur Leclerc   | Arthur Leclerc   | Arthur Leclerc      | US Racing-CHRS        | Roman Staněk   |
| 4     | R1    | Circuit Zandvoort, Zandvoort                | 10 de agosto     | Théo Pourchaire  | Roman Staněk     | Alessandro Famularo | Prema Powerteam       | Roman Staněk   |
| 4     | R2    | Circuit Zandvoort, Zandvoort                | 11 de agosto     | Gianluca Petecof | Dennis Hauger    | Paul Aron           | Prema Powerteam       | Paul Aron      |
| 4     | R3    | Circuit Zandvoort, Zandvoort                | 11 de agosto     |                  | Michael Belov    | Sebastian Estner    | Van Amersfoort Racing | Hadrien David  |
| 5     | R1    | Nürburgring, Nürburg                        | 17 de agosto     | Dennis Hauger    | Roman Staněk     | Théo Pourchaire     | US Racing-CHRS        | Roman Staněk   |
| 5     | R2    | Nürburgring, Nürburg                        | 18 de agosto     | Théo Pourchaire  | Dennis Hauger    | Théo Pourchaire     | US Racing-CHRS        | Joshua Dürksen |
| 5     | R3    | Nürburgring, Nürburg                        | 18 de agosto     |                  | Théo Pourchaire  | Roman Staněk        | US Racing-CHRS        | Roman Staněk   |
| 6     | R1    | Hockenheimring, Hockenheim                  | 14 de septiembre | Théo Pourchaire  | Joshua Dürksen   | Dennis Hauger       | Van Amersfoort Racing | Joshua Dürksen |
| 6     | R2    | Hockenheimring, Hockenheim                  | 15 de septiembre | Dennis Hauger    | Théo Pourchaire  | Dennis Hauger       | Van Amersfoort Racing | Joshua Dürksen |
| 6     | R3    | Hockenheimring, Hockenheim                  | 15 de septiembre |                  | Dennis Hauger    | Dennis Hauger       | Van Amersfoort Racing | Roman Staněk   |
| 7     | R1    | Sachsenring, Chemnitz                       | 28 de septiembre | Théo Pourchaire  | Dennis Hauger    | Michael Belov       | R-ace GP              | Paul Aron      |
| 7     | R2    | Sachsenring, Chemnitz                       | 28 de septiembre | Théo Pourchaire  | Gianluca Petecof | Théo Pourchaire     | US Racing-CHRS        | Joshua Dürksen |
| 7     | R3    | Sachsenring, Chemnitz                       | 29 de septiembre |                  | Arthur Leclerc   | Dennis Hauger       | Van Amersfoort Racing | Roman Staněk   |

## Clasificación del campeonato

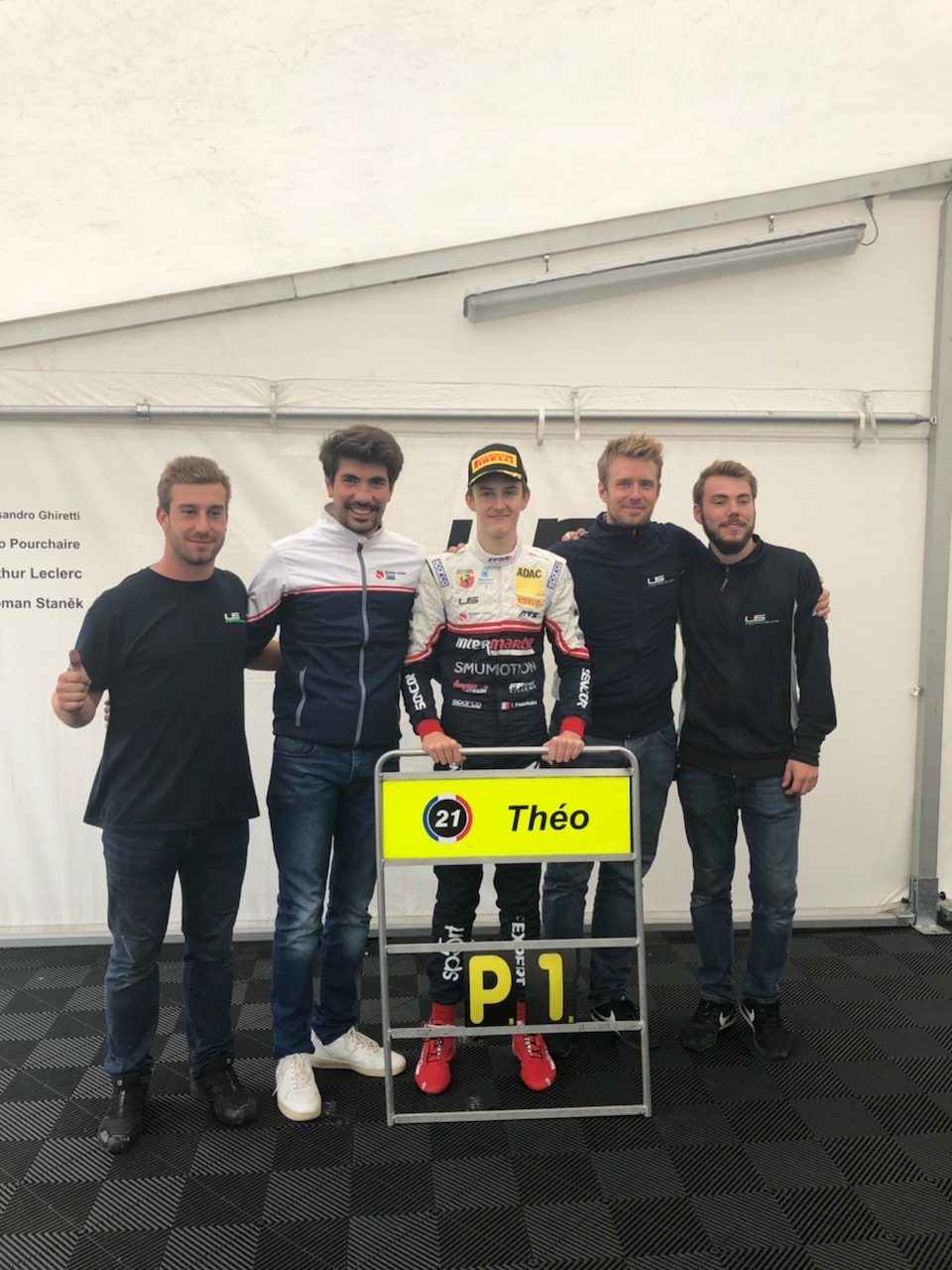
Théo Pourchaire gana el título en la última carrera en Sachsenring por siete puntos.

Los puntos se otorgan a los 10 primeros clasificados en cada carrera. No se otorgan puntos por la pole position o la vuelta rápida.
| Posición | 1º | 2º | 3º | 4º | 5º | 6º | 7º | 8º | 9º | 10º |
| Puntos   | 25 | 18 | 15 | 12 | 10 | 8  | 6  | 4  | 2  | 1   |

### Campeonato de pilotos
| Pos                                      | Piloto              | OSC | OSC | OSC | RBR | RBR | RBR | HOC1 | HOC1 | ZAN | ZAN | ZAN | NÜR | NÜR | NÜR | HOC2 | HOC2 | HOC2 | SAC | SAC | SAC | Pts |
| Pos                                      | Piloto              | R1  | R2  | R3  | R1  | R2  | R3  | R1   | R2   | R1  | R2  | R3  | R1  | R2  | R3  | R1   | R2   | R3   | R1  | R2  | R3  | Pts |
| ---------------------------------------- | ------------------- | --- | --- | --- | --- | --- | --- | ---- | ---- | --- | --- | --- | --- | --- | --- | ---- | ---- | ---- | --- | --- | --- | --- |
| 1                                        | Théo Pourchaire     | 5   | 2   | 10  | 12  | 1   | 3   | 2    | 3    | 3   | 3   | 7   | 1   | 1   | 11  | 14   | 12   | 6    | 2   | 1   | 2   | 258 |
| 2                                        | Dennis Hauger       | 3   | 14  | 15  | 1   | 14  | 21  | 1    | 2    | 9   | 17  | 6   | Ret | 5   | 2   | 1    | 1    | 1    | 4   | 2   | 1   | 251 |
| 3                                        | Arthur Leclerc      | 12  | 3   | 4   | 6   | 3   | 4   | 10   | 1    | 2   | Ret | Ret | 10  | 3   | 5   | 2    | 3    | Ret  | 6   | 5   | 3   | 202 |
| 4                                        | Roman Staněk        | 2   | 8   | 1   | 7   | 21  | 7   | 13   | 5    | 4   | 14  | 11  | 2   | 8   | 1   | 8    | 10   | 2    | 10  | 8   | 6   | 165 |
| 5                                        | Gianluca Petecof    | 1   | 16  | Ret | 5   | 4   | Ret | 3    | 4    | 5   | 11  | Ret | 3   | 9   | Ret | 6    | 2    | 7    | 7   | 3   | 5   | 164 |
| 6                                        | Alessandro Ghiretti | 10  | 7   | 3   | 2   | Ret | 6   | 18   | 6    | 13  | 4   | 2   | 4   | 4   | 4   | Ret  | 14   | 8    | 8   | 7   | DSQ | 136 |
| 7                                        | Paul Aron           | 6   | 4   | 7   | 23  | 6   | 1   | 16   | Ret  | 15  | 1   | Ret | 7   | 10  | 6   | 4    | 9    | Ret  | 5   | 11  | 7   | 129 |
| 8                                        | Michael Belov       |     |     |     | 13  | 20  | 12  | 4    | Ret  | 6   | 5   | 5   | 6   | 2   | 8   | Ret  | 5    | 4    | 1   | 9   | 14  | 122 |
| 9                                        | Grégoire Saucy      | 13  | 6   | 6   | 16  | 16  | 10  | 19   | 10   | 7   | 6   | 3   | 9   | 12  | 9   | 5    | 11   | 10   | 3   | 4   | Ret | 95  |
| 10                                       | Niklas Krütten      | 4   | 1   | 8   | 8   | 8   | 2   | Ret  | 7    | 8   | 9   | 4   |     |     |     |      |      |      |     |     |     | 93  |
| 11                                       | Joshua Dürksen      | 9   | 5   | 2   | Ret | 9   | 20  | 20   | 12   | Ret | 10  | Ret | 11  | 7   | Ret | 3    | 4    | 9    | Ret | 6   | 10  | 80  |
| 12                                       | Oliver Rasmussen    | Ret | 12  | 5   | 9   | 10  | 8   | 7    | 11   | 14  | 2   | 9   | 12  | 6   | 3   | 9    | 8    | Ret  | 14  | 12  | 12  | 76  |
| 13                                       | Ido Cohen           | 8   | Ret | 11  | 10  | 5   | 13  | 6    | 17   | 12  | 13  | 14  | 5   | 13  | 10  | 7    | 7    | 3    | 12  | 13  | 4   | 76  |
| 14                                       | Sebastian Estner    | 15  | 9   | 9   | 11  | 13  | 16  | 12   | Ret  | Ret | 8   | 1   | 13  | 15  | 12  | 10   | 6    | 5    | 9   | Ret | Ret | 55  |
| 15                                       | Alessandro Famularo | 7   | 10  | Ret | 4   | 11  | Ret | Ret  | Ret  | 1   | 12  | 8   |     |     |     |      |      |      |     |     |     | 49  |
| 16                                       | William Alatalo     |     |     |     | 3   | 2   | 5   |      |      |     |     |     |     |     |     |      |      |      |     |     |     | 43  |
| 17                                       | Lucas Alecco Roy    | 11  | Ret | Ret | 21  | 12  | 19  | 8    | 9    | Ret | 15  | 13  | Ret | 14  | Ret | 12   | 15   | 13   | 15  | 10  | 11  | 11  |
| 18                                       | Nico Göhler         | 16  | 13  | 14  | 15  | Ret | 17  | 11   | Ret  | 10  | 7   | 12  | 14  | 16  | 13  | Ret  | 13   | 14   | 11  | 14  | 13  | 9   |
| 19                                       | Kristian Thaqi      |     |     |     |     |     |     |      |      |     |     |     |     |     |     | 13   | 17   | 11   | 16  | Ret | 8   | 4   |
| 20                                       | László Tóth         | 17  | 11  | 12  | 20  | 19  | Ret | 17   | 15   | 11  | 18  | Ret | 15  | 17  | 14  | 11   | 16   | 12   | 13  | Ret | 9   | 2   |
| 21                                       | Nico Gruber         | 14  | 15  | 13  |     |     |     |      |      |     |     |     |     |     |     |      |      |      |     |     |     | 0   |
| Guest drivers ineligible to score points |                     |     |     |     |     |     |     |      |      |     |     |     |     |     |     |      |      |      |     |     |     |     |
|                                          | Giorgio Carrara     |     |     |     | 22  | 7   | Ret | 5    | 8    |     |     |     |     |     |     |      |      |      |     |     |     |     |
|                                          | Hadrien David       |     |     |     |     |     |     |      |      | Ret | 16  | 10  | 8   | 11  | 7   |      |      |      |     |     |     |     |
|                                          | Jonny Edgar         |     |     |     | 14  | Ret | 11  | 9    | 13   |     |     |     |     |     |     |      |      |      |     |     |     |     |
|                                          | Jesse Salmenautio   |     |     |     | 17  | 15  | 9   |      |      |     |     |     |     |     |     |      |      |      |     |     |     |     |
|                                          | Filip Ugran         |     |     |     |     |     |     | 14   | 14   |     |     |     |     |     |     |      |      |      |     |     |     |     |
|                                          | Ivan Berets         |     |     |     | Ret | Ret | 14  |      |      |     |     |     |     |     |     |      |      |      |     |     |     |     |
|                                          | Axel Gnos           |     |     |     | 18  | 18  | 18  | 15   | 16   |     |     |     |     |     |     |      |      |      |     |     |     |     |
|                                          | Roee Meyuhas        |     |     |     | 19  | 17  | 15  |      |      |     |     |     |     |     |     |      |      |      |     |     |     |     |
| Pos                                      | Piloto              | R1  | R2  | R3  | R1  | R2  | R3  | R1   | R2   | R1  | R2  | R3  | R1  | R2  | R3  | R1   | R2   | R3   | R1  | R2  | R3  | Pts |
| Pos                                      | Piloto              | OSC | OSC | OSC | RBR | RBR | RBR | HOC1 | HOC1 | ZAN | ZAN | ZAN | NÜR | NÜR | NÜR | HOC2 | HOC2 | HOC2 | SAC | SAC | SAC | Pts |

| Color     | Resultado                                                               |
| --------- | ----------------------------------------------------------------------- |
| Oro       | Ganador                                                                 |
| Plata     | 2.ª plaza                                                               |
| Bronce    | 3.ª plaza                                                               |
| Verde     | Finalizó en los puntos                                                  |
| Azul      | Finalizó sin puntos                                                     |
| Azul      | NC - No clasificado                                                     |
| Violeta   | Ret - No terminó (Carrera)                                              |
| Rojo      | DNQ - No se clasificó                                                   |
| Negro     | DSQ - Descalificado                                                     |
| Blanco    | DNS - No empezó (carrera)                                               |
| Blanco    | WD - Retirado (fin de semana)                                           |
| Blanco    | C - Carrera cancelada                                                   |
| Sin color | DNP - Inscrito pero no participó                                        |
| Sin color | INJ - Lesionado                                                         |
| Sin color | EX - Excluido                                                           |
| Estado    | Resultado                                                               |
| Negrita   | Pole position                                                           |
| Cursiva   | Vuelta rápida                                                           |
| †         | Abandona, pero clasifica al completar el porcentaje requerido para ello |

### Campeonato de novatos
| Pos                                      | Piloto         | OSC | OSC | OSC | RBR | RBR | RBR | HOC1 | HOC1 | ZAN | ZAN | ZAN | NÜR | NÜR | NÜR | HOC2 | HOC2 | HOC2 | SAC | SAC | SAC | Pts |
| Pos                                      | Piloto         | R1  | R2  | R3  | R1  | R2  | R3  | R1   | R2   | R1  | R2  | R3  | R1  | R2  | R3  | R1   | R2   | R3   | R1  | R2  | R3  | Pts |
| ---------------------------------------- | -------------- | --- | --- | --- | --- | --- | --- | ---- | ---- | --- | --- | --- | --- | --- | --- | ---- | ---- | ---- | --- | --- | --- | --- |
| 1                                        | Roman Staněk   | 2   | 8   | 1   | 7   | 21  | 7   | 13   | 5    | 4   | 14  | 11  | 2   | 8   | 1   | 8    | 10   | 2    | 10  | 8   | 6   | 412 |
| 2                                        | Paul Aron      | 6   | 4   | 7   | 23  | 8   | 1   | 16   | Ret  | 15  | 1   | Ret | 7   | 10  | 6   | 5    | 9    | Ret  | 5   | 11  | 7   | 323 |
| 3                                        | Joshua Dürksen | 9   | 5   | 2   | Ret | 10  | 20  | 20   | 12   | Ret | 10  | Ret | 11  | 7   | Ret | 3    | 4    | 9    | Ret | 6   | 10  | 271 |
| 4                                        | Nico Göhler    | 16  | 13  | 14  | 15  | Ret | 17  | 11   | Ret  | 10  | 7   | 12  | 14  | 16  | 13  | Ret  | 13   | 14   | 11  | 14  | 13  | 248 |
| 5                                        | Kristian Thaqi |     |     |     |     |     |     |      |      |     |     |     |     |     |     | 13   | 17   | 11   | 16  | Ret | 8   | 64  |
| Guest drivers ineligible to score points |                |     |     |     |     |     |     |      |      |     |     |     |     |     |     |      |      |      |     |     |     |     |
|                                          | Hadrien David  |     |     |     |     |     |     |      |      | Ret | 16  | 10  | 8   | 11  | 7   |      |      |      |     |     |     |     |
|                                          | Jonny Edgar    |     |     |     | 14  | Ret | 11  | 9    | 13   |     |     |     |     |     |     |      |      |      |     |     |     |     |
|                                          | Filip Ugran    |     |     |     |     |     |     | 14   | 14   |     |     |     |     |     |     |      |      |      |     |     |     |     |
|                                          | Axel Gnos      |     |     |     | 18  | 18  | 18  | 15   | 16   |     |     |     |     |     |     |      |      |      |     |     |     |     |
|                                          | Roee Meyuhas   |     |     |     | 19  | 17  | 15  |      |      |     |     |     |     |     |     |      |      |      |     |     |     |     |
| Pos                                      | Piloto         | R1  | R2  | R3  | R1  | R2  | R3  | R1   | R2   | R1  | R2  | R3  | R1  | R2  | R3  | R1   | R2   | R3   | R1  | R2  | R3  | Pts |
| Pos                                      | Piloto         | OSC | OSC | OSC | RBR | RBR | RBR | HOC1 | HOC1 | ZAN | ZAN | ZAN | NÜR | NÜR | NÜR | HOC2 | HOC2 | HOC2 | SAC | SAC | SAC | Pts |

### Campeonato de equipos
Antes de cada ronda, los equipos nominan a dos pilotos para ser elegibles para los puntos del campeonato de equipos.
| Pos                                    | Piloto                  | OSC | OSC | OSC | RBR | RBR | RBR | HOC1 | HOC1 | ZAN | ZAN | ZAN | NÜR | NÜR | NÜR | HOC2 | HOC2 | HOC2 | SAC | SAC | SAC | Pts |
| Pos                                    | Piloto                  | R1  | R2  | R3  | R1  | R2  | R3  | R1   | R2   | R1  | R2  | R3  | R1  | R2  | R3  | R1   | R2   | R3   | R1  | R2  | R3  | Pts |
| -------------------------------------- | ----------------------- | --- | --- | --- | --- | --- | --- | ---- | ---- | --- | --- | --- | --- | --- | --- | ---- | ---- | ---- | --- | --- | --- | --- |
| 1                                      | US Racing-CHRS          | 5   | 2   | 4   | 6   | 1   | 3   | 2    | 1    | 2   | 3   | 7   | 1   | 1   | 5   | 2    | 3    | 6    | 2   | 1   | 2   | 528 |
| 1                                      | US Racing-CHRS          | 12  | 3   | 10  | 12  | 3   | 4   | 10   | 3    | 3   | Ret | Ret | 7   | 3   | 10  | 14   | 12   | Ret  | 6   | 5   | 3   | 528 |
| 2                                      | Van Amersfoort Racing   | 3   | 1   | 8   | 1   | 8   | 2   | 1    | 2    | 8   | 9   | 4   | 5   | 5   | 2   | 1    | 1    | 1    | 4   | 2   | 1   | 487 |
| 2                                      | Van Amersfoort Racing   | 4   | 14  | 15  | 8   | 14  | 21  | Ret  | 7    | 9   | 17  | 6   | Ret | 13  | 10  | 7    | 7    | 3    | 12  | 13  | 4   | 487 |
| 3                                      | Prema Powerteam         | 1   | 4   | 7   | 5   | 4   | 1   | 3    | 4    | 5   | 1   | Ret | 3   | 9   | 6   | 4    | 2    | 7    | 5   | 3   | 5   | 367 |
| 3                                      | Prema Powerteam         | 6   | 16  | Ret | 23  | 6   | Ret | 16   | Ret  | 15  | 11  | Ret | 7   | 10  | Ret | 6    | 9    | Ret  | 7   | 11  | 7   | 367 |
| 4                                      | R-ace GP                | 13  | 6   | 6   | 13  | 16  | 10  | 4    | 10   | 6   | 5   | 3   | 6   | 2   | 8   | 5    | 5    | 4    | 1   | 4   | 14  | 341 |
| 4                                      | R-ace GP                | 17  | 11  | 12  | 16  | 20  | 12  | 19   | Ret  | 7   | 6   | 5   | 9   | 12  | 9   | Ret  | 11   | 10   | 3   | 9   | Ret | 341 |
| 5                                      | ADAC Berlin-Brandenburg | 9   | 5   | 2   | 3   | 2   | 5   | 11   | 12   | 10  | 7   | 12  | 11  | 7   | 13  | 3    | 4    | 9    | 11  | 6   | 10  | 233 |
| 5                                      | ADAC Berlin-Brandenburg | 14  | 15  | 13  | Ret | 9   | 20  | 20   | Ret  | Ret | 10  | Ret | 14  | 16  | Ret | Ret  | 13   | 14   | Ret | 14  | 13  | 233 |
| Guest teams ineligible to score points |                         |     |     |     |     |     |     |      |      |     |     |     |     |     |     |      |      |      |     |     |     |     |
|                                        | Jenzer Motorsport       |     |     |     | 14  | 7   | 11  | 5    | 8    |     |     |     |     |     |     |      |      |      |     |     |     |     |
|                                        | Jenzer Motorsport       |     |     | 18  | 18  | 18  | 9   | 13   |      |     |     |     |     |     |     |      |      |      |     |     |     |     |
|                                        | DRZ Benelli             |     |     |     | 17  | 15  | 9   |      |      |     |     |     |     |     |     |      |      |      |     |     |     |     |
|                                        | DRZ Benelli             |     |     | Ret | Ret | 14  |     |      |      |     |     |     |     |     |     |      |      |      |     |     |     |     |
|                                        | BVM Racing              |     |     |     |     |     |     | 14   | 14   |     |     |     |     |     |     |      |      |      |     |     |     |     |
|                                        | Cram Motorsport         |     |     |     | 19  | 17  | 15  |      |      |     |     |     |     |     |     |      |      |      |     |     |     |     |
| Pos                                    | Piloto                  | R1  | R2  | R3  | R1  | R2  | R3  | R1   | R2   | R1  | R2  | R3  | R1  | R2  | R3  | R1   | R2   | R3   | R1  | R2  | R3  | Pts |
| Pos                                    | Piloto                  | OSC | OSC | OSC | RBR | RBR | RBR | HOC1 | HOC1 | ZAN | ZAN | ZAN | NÜR | NÜR | NÜR | HOC2 | HOC2 | HOC2 | SAC | SAC | SAC | Pts |